# Protoplasma
Protoplasma är den substans som en levande cell innehåller, inklusive organeller och cellkärna. 'Protoplasma' är en äldre beteckning. I eukaryota celler kallas den del av protoplasman som omger cellkärnan för cytoplasma, och de del som finns inne i kärnan för nukleoplasma.

## Historia
Ordet protoplasma härleds från grekiskans πρωτός protos (först) och πλάσμα plasma (formad). Ordet användes först av J.E Purkinje 1840 för att beteckna det material av gelélika korn som bygger upp djurembryot, senare (oberoende) av Hugo von Mohl 1846 för att beskriva den del av en växtcell som inte var cellvägg, kärna eller vakuol.  Eduard Strasburger delade upp "protoplasman" i cytoplasma (en term från Albert von Kölliker, 1863) och nukleoplasma (från Édouard van Beneden 1875) 1892. Thomas Huxley refererade senare till protoplasma som "den fysiska basen för allt liv" och ansåg att förutsättningen för liv härrörde från protoplasmans molekylära sammansättning. Hur denna sammansättning var beskaffad var dock omdiskuterat och det förelåg en del kontrovers över vilken sorts substans det egentligen rörde sig om.  Försök att undersöka livets uppkomst genom att skapa syntetisk protoplasma i laboratorier visade sig inte vara framgångsrika.
Föreställningen att protoplasma är delbart i en grundsubstans kallad cytoplasma och en strukturell del kallad kärna kommer från tiden innan elektronmikroskop då man genom mikroskop fick intrycket att cytoplasman var en homogen vätska och existensen av de flesta cellkomponenter fortfarande var okända. Idag vet vi att celler är strukturellt mycket komplexa och innehåller ett stort antal organeller.